# Patacón (juego)

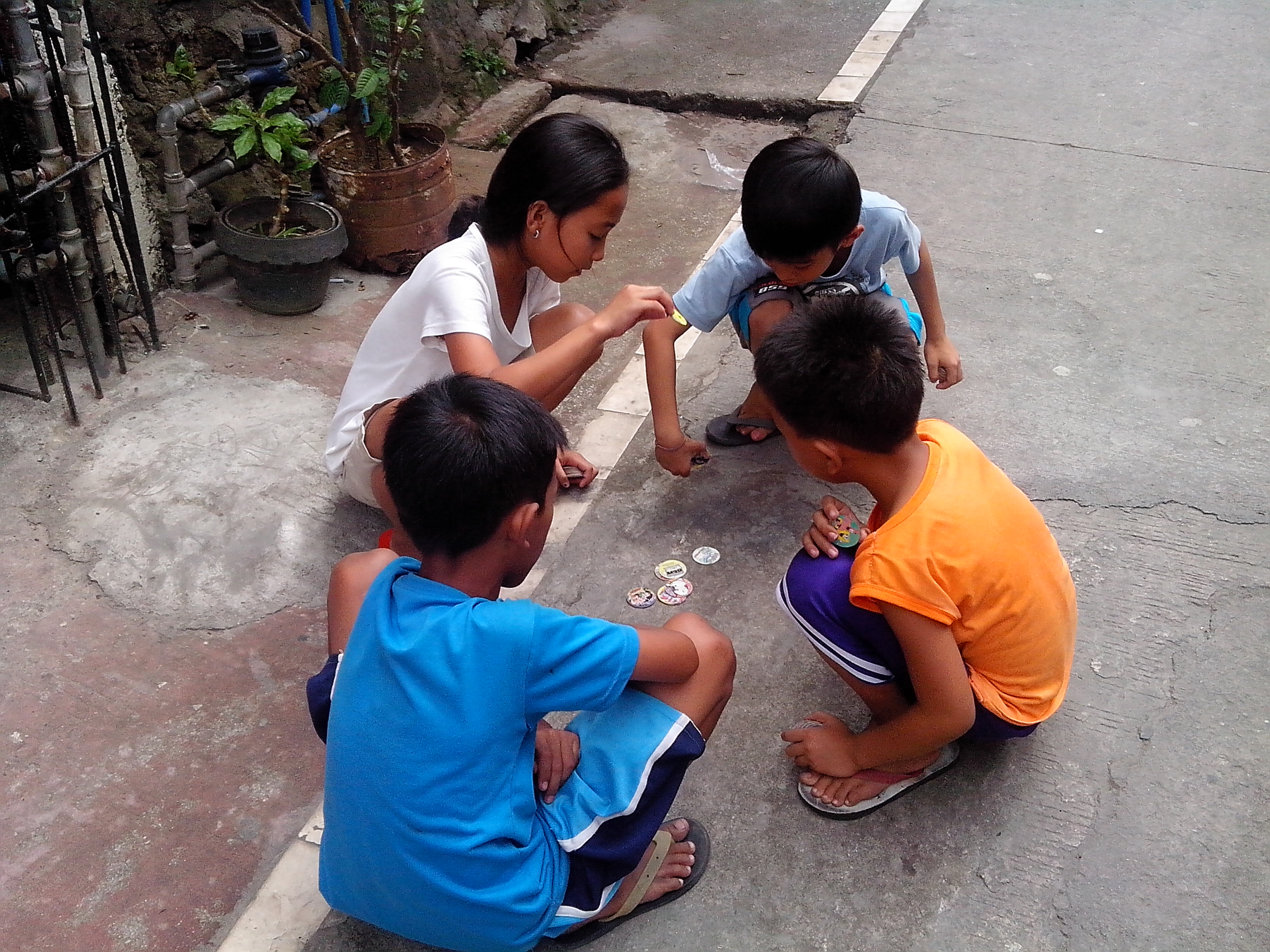
Niños jugando a Tazos en las Filipinas

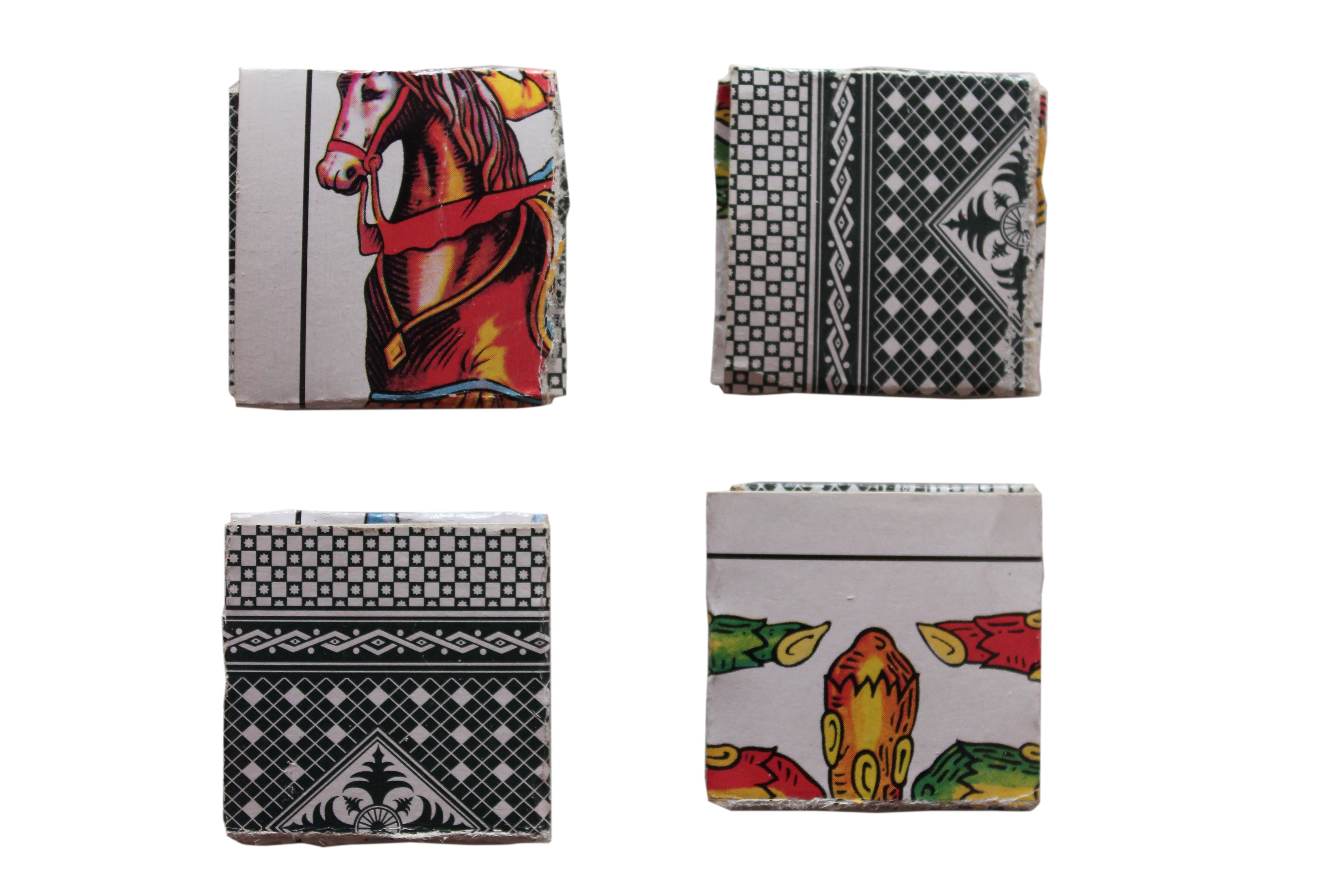
Patacones vistos por delante y por detrás

El patacón (en catalán "patacó") es un juego tradicional jugado por los niños de Cataluña en el que se ponen unas fichas llamadas patacones boca abajo, se golpean con la palma de la mano y, si se dan la vuelta, se ganan.
Se trata de un juego de puntería, destreza y suerte que se puede jugar tanto a la calle como en casa y del cual hay muchas modalidades de juego. Su origen está en la palabra "patac" (golpe violento y repentino).
En Japón existe un juego similar llamado "Menko".

## Fichas
El Patacón tradicional es una pieza más o menos cuadrada hecha con un par de pedazos de cajas o de cartón procedentes, generalmente, de una carta de baraja española o de 1 caja de cerillas, doblados y encajados entre sí de tal manera que queden las dos caras diferentes y poder distinguirlas. 
Una versión moderna se ha comercializado internacionalmente con el nombre de Tazos.

## Historia
Durante muchos años ha sido uno de los juguetes más representativos de generaciones de abuelos y abuelas de Cataluña. Ha sido un juguete capital por los niños hasta muy entrados los años sesenta, puesto que tanto podía servir de juguete como de moneda para los niños y esto hacía que el "patacó" fuera una pieza de juego con un alto valor para los niños. Muchas veces era un objeto de apuesta para obtener más con riesgo de perder los que se tenían. Para construirlos los niños y niñas esperaban que los adultos y sobre todo los abuelos tiraran las cartas ya usadas de sus partidas en el café. Normalmente cuando las cartas muy utilizadas o marcadas (para hacer trampa) de los abuelos ya no servían, estos las daban a los niños y a partir de aquí ellos se construían sus "patacons" o recogían las cajas vacías de cerillas que la gente mayor que fumaba dejaba a las mesas de los cafés. 

## Modalidades de juego
Hay muchos juegos de patacones: 
1. Uno de los más conocidos es el que se denomina “picada” que se trata de poner el patacón al suelo boca arriba al cual denominamos patacón base. Cada jugador golpea ("pica" en catalán) con sus patacones sobre este patacón base. Si no conseguimos girarlo, tenemos que dejar nuestro patacó al suelo. Cuando alguien consigue girar el patacón base, se lleva todos los patacones que están en el suelo excepto el patacón base.
2. Hay otro juego que se denomina “pica pared” donde se marca una línea en el suelo separada un palmo de la pared. Cada jugador tiene tres patacones y por turnos tira un patacón a rebotar contra la pared. Si el patacón queda entre la pared y la raya, este patacón queda retenido mientras que si el patacón queda más allá de la línea su amo lo recupera. Cuando hay patacones retenidos y un jugador tira su patacón y no cae dentro, entonces este jugador se llevará su patacón y todos los que haya dentro retenidos. El juego acaba cuando los jugadores marquen o cuando ya no le queden patacones para jugar a alguno de los jugadores.
3. Otro juego donde se pueden utilizar los patacones es el juego del "canut" o "tella", posando los patacones sobre una superficie cilíndrica e intentando tumbar tantos patacones como pongamos en un máximo de tres tiradas.
4. También se pueden utilizar los patacones para jugar a la "xarranca" (rayuela), o al "set i mig" (siete y medio). Para jugar al juego del siete y medio se trata de tirar el patacón encima de un tablero de siete y medio tantas veces como haga falta sin pasarse de 7 y ½. El jugador puede plantarse cuando considere oportuno siempre que no se pase de 7y ½.